# Antonio da Negroponte
Antonio da Negroponte (Negroponte, XV secolo – Venezia, XV secolo) è stato un pittore italiano di origine greca.

## Biografia

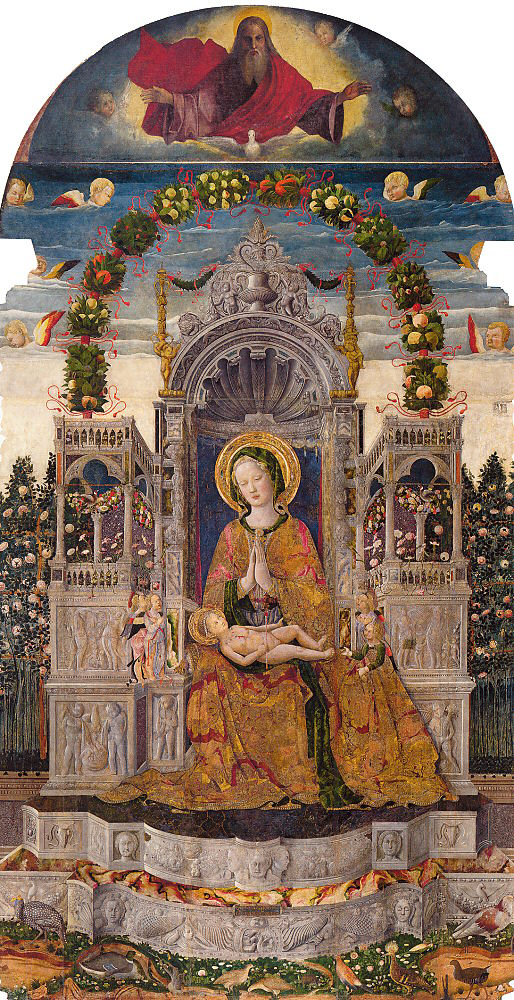
Antonio da Negroponte:Madonna col Bambino in trono; Venezia, Chiesa di San Francesco della Vigna.

Non si conoscono le origini dell'artista che era probabilmente un frate come si desume dalla firma lasciata sull'unico dipinto che gli viene attribuito: "Frater Antonius de Negropon Pinxit" e “Ordinis minorum”. Si consideri la sua origine greca, nacque infatti a Negroponte, località che si trovava sotto la dominazione veneta dal 1209 fino alla riconquista da parte dei turchi il 12 luglio 1470. Il pittore sicuramente si trasferì giovane a Venezia dove si avvicinò ai lavori dei Vivarini e degli artisti veneziani.

## Opere
L'unica sua opera certa è una Madonna col Bambino in trono (1455 circa), conservata nella chiesa di San Francesco della Vigna a Venezia. L'opera è ancora parte della prestigiosa tradizione gotica veneziana, o più precisamente attribuita a quella del Gotico Fiorito che fondeva gli elementi caratteristici gotici, come ad esempio le logge ad archi trilobati, che anni prima caratterizzavano i pulpiti di Nicola Pisano, con elementi naturalistici: nella Madonna col Bambino in trono (1455 circa) è possibile notare oltre duecento particolari floreali e dieci diverse specie di uccelli in un paesaggio naturale ove è locato il pesante trono della Vergine. Benché questo sia in grande ritardo in relazione alle grandi invenzioni che caratterizzavano il periodo, il dipinto lascia spazio a elementi di geniale contemporaneità, come i bassorilievi del basamento del trono della Vergine che rimandano a quelli dei sarcofagi romani che in quel tempo si scoprivano nell'area della pianura Padana (con particolare riferimento al territorio di Padova o Verona). Altri particolari notevoli sono gli otto putti in cielo raffigurati con ali bicolore e la corona di fiori e di frutta, che sottende il trono della Vergine, che caratterizzeranno tutta l'opera di Andrea Mantegna.